# Argentinoeme schulzi
Argentinoeme schulzi là một loài bọ cánh cứng trong họ Cerambycidae.